# Gloomy Grim
Gloomy Grim är ett finskt black metal-band som grundades år 1995 i Helsingfors. Bandet tog en paus 2019 på grund av sångaren Agathons hälsoproblem.

## Medlemmar
Senaste kända medlemmar
- Agathon (Juha Hintikka) – sång, synthesizer (1995–2019) (ex. Barathrum)
- Nuklear Tormentörr (Tomi Törnqvist) – basgitarr (2004–2019) (även med i Barathrum)
- Micko Hell (Mikko Huvinen) – gitarr (2016–2019)
- AstroNuclear Agitator – trummor (2018–2019)
- Kim Lappalainen – gitarr (2018–2019)

Tidigare medlemmar
- Caesar (Tommi Launonen) – basgitarr (1997–?)
- Whisper Lilith (Tanya Kemppainen) – sång (1997–1998)
- Mörgoth (Lare Nieminen) – gitarr (1997–?)
- Lord Heikkinen (Jussi Heikkinen) – gitarr (1998– ) (även med i Twilight Ophera)
- Suntio (Janne Ojala) – trummor (1998– ) (även med i Twilight Ophera)
- Father Umbra Sol (Toni Näykki) – gitarr (2008–2012)

## Diskografi
Demo
- 1996 – Fuck the World, Kill the Jehova!
- 1997 – Friendship Is Friendship, War Is War!
- 2014 – Grimoire

Studioalbum
- 1998 – Blood, Monsters, Darkness
- 2000 – Life?
- 2001 – Written in Blood
- 2004 – The Grand Hammering
- 2008 – Under the Spell of the Unlight

EP
- 2007 – Tapetum Lucidum

Singlar
- 2011 – Grim Fate

Samlingsalbum
- 1998 - Reborn Through Hate (CD+VHS)

Video
- 2000 – Born in Fire (VHS)
- 2006 – Promo DVD 2006 (DVD)